# Mate Eterović
Mate Eterović (1984. július 13. –) horvát labdarúgó, az NK Rudar Velenje játékosa.
Pályafutását a horvát másodosztályban, az NK Solinnál kezdte. Innen a szlovén labdarúgó-bajnokság első osztályába az NK Mariborhoz, majd az NK Nafta Lendavához szerződött. 2008 őszétől egy ideig a DVSC-DEAC-ban játszott a magyar másodosztályban, majd még év vége előtt visszatért a Solinhoz.

## Külső hivatkozások
- hlsz.hu profil